# ОШ „Владислав Петковић Дис” Београд
ОШ „Владислав Петковић Дис” једна је од основних школа у општини Звездара. Налази се у улици Радосава Љумовића 20 у насељу Велики Мокри Луг, а основана је 1967. године.

## Историјат
Школа Владислав Петковић Дис” саграђена је 1967. године, а први школски учитељи били су : Богољуб и Барбара Милојковић, Гојко и Радмила Елезовић, Миливоје и Љубинка Стевановић и Видосава Богојевић, која 1959. године долази на место управника школе, уместо Богољуба Милојковића. Шездесетих година саграђена је нова школа у централном делу Великог Мокрог Лука. Изградња је почела 1966. године, а школска година 1967. године. Саграђена је на имању Традафиловић Благојевог Николе, које је одузето од власника уз накнаду, у јуну 1966. године.  Грађевинско предузеће „Хидротехника” отворило је градилиште са почетком радова од 1. септембра 1966. године, пошто су обезбеђена средства од стране Секретаријата за просвету и културу Скупштине града Београда у износу од 340.000.000 динара.
Школа је грађена у две фазе, у првој је направљено 15 учионица, библиотека и зборница, а у другој још пет учионица, кабинет за техничко образовање, трпезарија и фискултурна сала. По отварању школа је добила име по Слободану Пенезићу Крцуну, а први директор био је Живослав Качаревић, учитељ и педагог из Београда. Наредних година школа је почела да се интезивно развија, али велики проблем представљао је недостатак спортских, културних и рекреативно-забавних установа које би деци понудиле квалитетан програм, што је касније решено залагањем ученика, наставника и родитеља.
Од школске 1977/78. године формирана је психолошка служба, а наредне године и педагошка. Од оснивања до деведесетих година, школа је имала сталан наставнички колектив. Године 1993. школа је променила назив и носи име по Владиславу Петковићу Дису, српском песнику, на иницијативу Мирјане Ђукановић, која је руководила школом од 1980. до 1993. године.  Од 1993. године директорка школе била је Мирјана Пајић, која је остала непуних годину дана на тој функцији.  Од 1994. до 2003. године директор школе био је Слободан Стојковић, а од тада до 2007. године Милена Рајевић. На месту директорке од 2007. до 2015. године била је Душица Стевановић, а од 2015. до дана директорка школе је Лидија Николић.